# Rubite
Rubite ist eine Gemeinde in der Provinz Granada im Südosten Spaniens mit 426 Einwohnern (Stand: 2024). Die Gemeinde liegt in der Comarca Costa Granadina.

## Geografie
Die Gemeinde grenzt an die Gemeinden Lújar, Órgiva und Polopos.

## Geschichte
Die Region Costa Tropical, in der sich die heutige Gemeinde befindet, spielte eine herausragenden Rolle im Handel während der Zeit der Ausbreitung der ersten Zivilisationen im Mittelmeerraum. Sie erlebte eine weitere Blüte in der Zeit von Al-Andalus. Das arabische Rubayt (das heutige Rubite), war ein kleiner Ort im Küstengebiet der Alpujarra, dessen Wirtschaft, wie die aller Nachbarorte, von der Landwirtschaft geprägt war.
In der nasridischen Epoche gehörte der Ort wohl zur taha (Bezirk) von Gran Cehel, deren Hauptort Almegíjar war. Nach dem Fall des islamischen Königreichs von Granada erhielt König Boabdil durch die Katholischen Könige anlässlich der Kapitulationsunterzeichnung einen großen Teil des Gebiets der Alpujarra zugesprochen. Darunter befand sich auch dieses Gebiet, das wieder an die Krone von Kastilien fiel, als Boabdil sich nach Nordafrika zurückzog.
Nach der Vertreibung der Morisken verödete die Gegend. Dokumente aus dem 19. Jh., in denen Rubite und die Gemeinden der Umgebung Erwähnung finden, beschreiben den Ort als wohlhabend, dank der Erzeugung von Rosinen, Wein und Branntwein. Heute lebt die Gegend von Tourismus und Landwirtschaft.

## Trivia
Mediale Erwähnung erfuhr Rubite durch die Vox-Sendung Das spanische Dorf. Hintergrund ist der Aufruf der Gemeindeverwaltung das Dorf wiederzubeleben. In diesem Fernsehformat werden Paare gezeigt, die mit eigenen Konzepten z. B. Häuser renovieren und Lokalitäten wie eine Bar gründen. Hierfür hat die Gemeindeverwaltung Häuser zu günstigen Preisen an die Teilnehmer verkauft.